# Jonas Schuster
Jonas Schuster (geboren am 25. August 2003) ist ein österreichischer Skispringer.

## Werdegang
Jonas Schuster ist Bruder von Jannik Schuster, Sohn von Werner Schuster und Enkel von Willy Schuster. Er tritt für den SV Innsbruck Bergisel an.
Schuster startete erstmals am 24. Februar 2018 bei einem Wettbewerb in Planica im Skisprung-Alpencup und gab ein Jahr später in Villach sein Debüt im FIS Cup. Am 21. Februar 2021 erreichte er in Ramsau am Dachstein seinen ersten Sieg im Alpencup. Am 29. Jänner 2022 folgte in Zakopane der Premierensieg im FIS Cup.
Ebenfalls in Zakopane gewann Schuster bei den wenige Wochen später stattgefundenen Nordischen Junioren-Skiweltmeisterschaften 2022 am 5. März 2022 gemeinsam mit David Haagen, Markus Müller und Daniel Tschofenig die Goldmedaille im Teamspringen. Beim Europäischen Olympischen Winter-Jugendfestival in Lahti folgte im Einzelspringen ebenfalls der Gewinn der Goldmedaille sowie an der Seite von Julia Mühlbacher, Louis Obersteiner und Sophie Kothbauer der Silbermedaille im Mixed-Team-Springen.
Am 17. September 2022 bestritt er in Stams seine ersten Wettbewerbe im Skisprung-Continental-Cup; im zweiten dort ausgetragenen Wettkampf erzielte er mit dem 19. Platz sogleich den Gewinn seiner ersten Wertungspunkte in dieser Wettbewerbsserie. Acht Tage später debütierte er in Hinzenbach auch im Skisprung-Grand-Prix, blieb dabei aber mit dem 38. Rang noch ohne Punkte. Nach einigen weiteren Continental-Cup-Teilnahmen im Winter sollte er den Gesamt-Continental-Cup 2022/23 mit 95 Punkten auf dem 54. Platz abschließen.
Bei den Junioren-Skiweltmeisterschaften 2023 in Whistler gewann er mit dem zweiten Platz hinter Vilho Palosaari aus Finnland und vor Jan Habdas aus Polen die Silbermedaille im Einzelspringen. Zusammen mit Julijan Smid, Louis Obersteiner und Stephan Embacher wurde er am 4. Februar 2023 Junioren-Weltmeister im Teamspringen. Zum Abschluss der Junioren-Weltmeisterschaften wurde er gemeinsam mit Julia Mühlbacher, Stephan Embacher und Meghann Wadsak Fünfter im Mixed-Team-Springen.
Darüber hinaus startete er am 18. Februar 2023 in Abwesenheit der österreichischen A-Mannschaft im rumänischen Râșnov zum ersten Mal im Skisprung-Weltcup, wo er mit einem zehnten Platz direkt erste Weltcuppunkte gewann. Diese dabei erzielten 26 Punkte brachten ihm am Ende der Saison 2022/23 den 52. Platz im Gesamtweltcup ein. Im Sommer 2023 erreichte er im polnischen Szczyrk auch seine ersten Punkteplatzierungen im Skisprung-Grand-Prix, dessen Gesamtwertung er in diesem Jahr mit 19 Punkten als 62. abschloss.
Eine Wettkampfebene darunter erreichte er im Continental Cup der beginnenden Saison 2023/24 am 16. September 2023 in Stams als Dritter seine erste Podiumsplatzierung. Am darauffolgenden Tag konnte er sich mit dem zweiten Platz an gleicher Stelle ein weiteres Mal auf dem Podium platzieren.

## Erfolge

### Continental-Cup-Siege im Einzel
| Nr. | Datum            | Ort           | Typ         |
| --- | ---------------- | ------------- | ----------- |
| 01. | 24. Februar 2024 | Iron Mountain | Großschanze |

## Statistik

### Weltcup-Platzierungen
| Saison  | Platz | Punkte |
| ------- | ----- | ------ |
| 2022/23 | 051.  | 0026   |

### Grand-Prix-Platzierungen
| Saison | Platz | Punkte |
| ------ | ----- | ------ |
| 2023   | 062.  | 019    |

### Continental-Cup-Platzierungen
| Saison  | Platz | Punkte |
| ------- | ----- | ------ |
| 2022/23 | 054.  | 095    |
| 2023/24 | 008.  | 292    |